# آفتاب یزد
روزنامهٔ آفتاب یزد روزنامه‌ای سیاسی، اقتصادی، اجتماعی و فرهنگی چاپ صبح بود که از سال ۱۳۷۹ در سراسر ایران منتشر می‌شد. در رتبه‌بندی روزنامه‌های ایران بر پایه عملکردشان در دی ۱۳۹۶ توسط وزارت فرهنگ و ارشاد اسلامی، آفتاب یزد در گروه ب قرار داشت. آخرین نسخه این روزنامه در ۲۸ اسفند ۱۴۰۲ منتشر و علت تعطیلی آن، عدم پاسخگویی مدیران دولتی، عنوان شد. این روزنامه از روزنامه‌های اصلاح‌طلب بود و در انتخابات ریاست‌جمهوری ۱۳۸۴ و ۱۳۸۸ در بین نامزدهای انتخاباتی از مهدی کروبی حمایت کرد.
مجتبی واحدی از مشاوران مهدی کروبی، پس از انتخابات ریاست جمهوری سال ۸۸ و خروج از ایران، در دی ماه ۱۳۸۸ پس از ده سال سردبیری روزنامه آفتاب یزد، به دلیل جلوگیری از توقیف روزنامه، از سردبیری این روزنامه کناره‌گیری کرد.
دفتر مرکزی این روزنامه در خیابان قائم مقام قرار داشت. این روزنامه در نشریه روزتاب چاپ و صبح‌ها در تهران منتشر می‌شد. دفتر دوم این روزنامه نیز در شهر یزد قرار داشت.